# Euphorbia mellifera

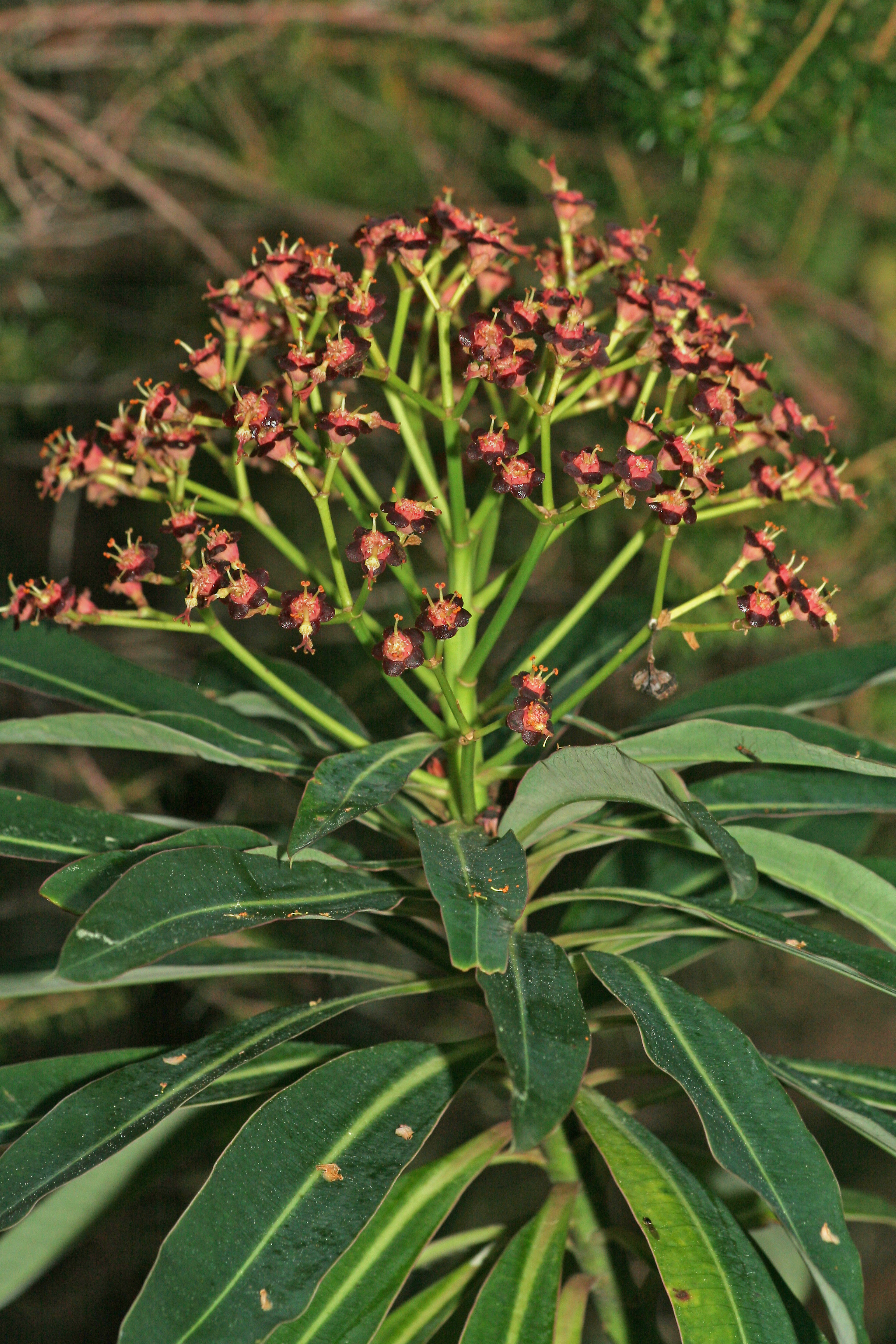
Vista de la planta

Euphorbia mellifera és una espècie de planta fanerògama de la família de les Eufòrbies.

## Descripció
Pertany al grup d'espècies dins del gènere Euphorbia que les tiges no tenen espines. Es caracteritza pel seu port arbori, podent arribar fins als 15 m d'alçada. Les seves fulles, lanceolades i de color verd fosc es disposen a l'àpex de les branques i les flors, purpúries, es disposen en panícules terminals. Aquesta espècie s'inclou al Catàleg d'Espècies Amenaçades de Canàries, com en perill d'extinció, a les illes de Tenerife, La Gomera i La Palma.

## Hàbitat
És d'àmplia distribució a la Macaronèsia, i es troba a Madeira i a les Illes Canàries.

## Ecologia
Dins dels arbres i arbusts de la laurisilva canària pertany al grup dels que fan servir per a la seva reproducció una estratègia pionera juntament amb el bruc boal (Erica arborea) i el teix (Erica platycodon). Aquestes espècies creen un important banc de llavors que es dispersen gràcies al vent, però aquestes només poden germinar on no hi hagi humus ni volta arbòria (necessiten llum directa), de manera que només creixen a clars deixats per la mort d'algun arbre o tales. Tant la pol·linització com la dispersió de les llavors es realitza per mitjà del vent.

## Taxonomia
Euphorbia mellifera va ser descrita per William Aiton i publicada a Hortus Kewensis; or, a catalogue. .. 3: 493. 1789.

### Etimologia
- Euphorbia: nom genèric que deriva del metge grec del rei Juba II de Mauritània (52 a 50 aC - 23), Euphorbus, en el seu honor – o fent al·lusió al seu gran ventre – ja que usava mèdicament Euphorbia resinifera. El 1753 Linné va assignar el nom a tot el gènere.[3]
- mellifera: epítet que significa "productora de mel".

### Sinonímia
- Tithymalus melliferus (Aiton) Moench
- Kobiosis mellifera (Aiton) Raf.
- Euphorbia mellifera var. canariensis
- Euphorbia longifolia Lam.
- Euphorbia longifolia var. canariensis[4]